# Diplectrona fulvofusca
Diplectrona fulvofusca är en nattsländeart som beskrevs av Douglas E. Kimmins 1955. Diplectrona fulvofusca ingår i släktet Diplectrona och familjen ryssjenattsländor. Inga underarter finns listade i Catalogue of Life.